# كارلوس خيمينيز (لاعب كرة قدم)
كارلوس خيمينيز (بالإسبانية: Carlos Jiménez)‏ هو لاعب كرة قدم كوستاريكي، ولد في 27 يوليو 1954.

## وصلات خارجية
- كارلوس خيمينيز (لاعب كرة قدم) على موقع قاعدة بيانات كرة القدم.إي يو (الإنجليزية)
- كارلوس خيمينيز (لاعب كرة قدم) على موقع قاعدة بيانات كرة القدم.إي يو (الإنجليزية)
- كارلوس خيمينيز (لاعب كرة قدم) على موقع عالم كرة القدم.نت (الإنجليزية)
- كارلوس خيمينيز (لاعب كرة قدم) على موقع اللجنة الأولمبية الدولية (الإنجليزية)
- كارلوس خيمينيز (لاعب كرة قدم) على موقع أوليمبيديا (الإنجليزية)